# Matthias Siegenbeek

Dissertatio de contractibus assecurationis, 1823 (Fondazione Mansutti, Milano).

Matthias Siegenbeek (Amsterdam, 1774 – 1854) è stato un linguista olandese.

## Biografia
A Siegenbeek fu affidato il compito di stabilire le regole della lingua olandese per la Repubblica Batava, fondata nel 1795. Era predicatore anabattista e professore di letteratura belga all'Università di Leida, di cui divenne Rettore e nel 1823, in tale veste, fu relatore di una tesi di laurea incentrata sul contratto di assicurazione.
Il trattato del 1804 sull'ortografia ha determinato l'ortografia ufficiale della lingua olandese, criticata dal poeta olandese Willem Bilderdijk, ma che fu mantenuta nei Paesi Bassi fino all'introduzione dell'ortografia "De Vries en Te Winkel" nel 1883.